# Kim Yong-il
Đây là một tên người Triều Tiên, họ là Kim.
Kim Yong-il (sinh ngày 2 tháng 5 năm 1944) là Thủ tướng nước Cộng hòa Dân chủ Nhân dân Triều Tiên từ tháng 4 năm 2007 đến ngày 7 tháng 6 năm 2010.

## Tiểu sử
Ông phục vụ trong Quân đội Nhân dân Triều Tiên từ năm 1960 đến năm 1969, sau đó theo học Trường Đại học Giao thông Hàng hải Rajin. Tốt nghiệp Đại học ông làm việc với tư cách là giảng viên và Phó Cục trưởng của một Cục thuộc Bộ Đất đai và Vận tải biển Triều Tiên trong 14 năm.
Ông giữ chức Bộ trưởng Bộ Giao thông Hàng không và Đất liền từ năm 1994 cho đến khi ông được bầu làm Thủ tướng Bắc Triều Tiên vào năm 2007. Ông cũng giám sát việc xây dựng các cơ sở mới tại Nhà máy sửa chữa tàu Ryongnam gần cảng phía tây của Nampo, cửa sông Đại Đồng.
Ông được bầu làm Thủ tướng tại kỳ họp thứ năm của Quốc hội Bắc Triều Tiên khóa 11 (SPA) vào tháng 4 năm 2007, thay thế Pak Pong-ju. Ngày 7 tháng 6 năm 2010, ông Choe Yong-rim được Quốc hội bầu giữ chức Thủ tướng kế nhiệm ông.
Thủ tướng Kim Yong-il, là người đứng đầu Chính phủ Cộng hòa Dân chủ Nhân dân Triều Tiên, có quyền bổ nhiệm các Bộ trưởng và Phó Thủ tướng, những người đã được phê chuẩn bởi Hội đồng Nhân dân Tối cao Triều Tiên (SPA) và ông cũng chịu trách nhiệm về chính sách phát triển kinh tế của đất nước.
Kim Yong-il không nên nhầm lẫn với Kim Yong-il khác (1955-2000?), con trai của lãnh tụ Triều Tiên Kim Il-sung và là anh cùng cha khác mẹ của Kim Jong-il, người được cho là đã qua đời ở Đức năm 2000.